# Fournet-Blancheroche

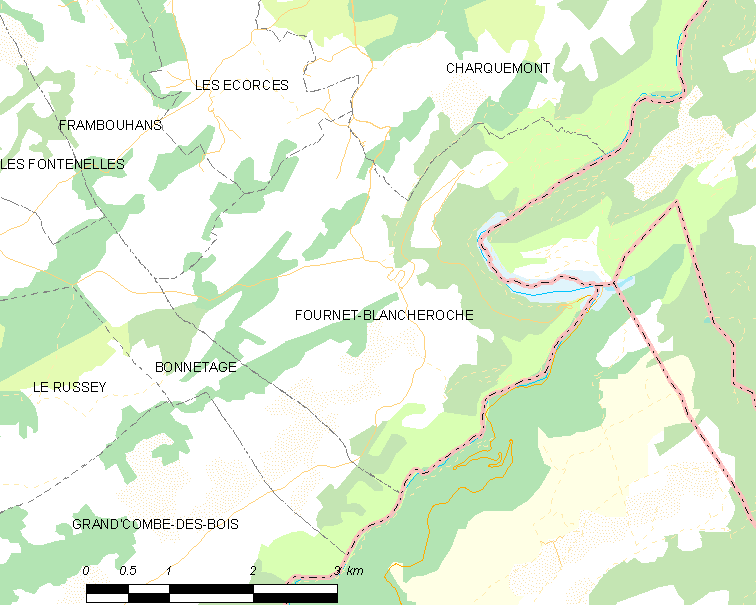

Fournet-Blancheroche ist eine französische Gemeinde mit 351 Einwohnern (Stand: 1. Januar 2022) im Département Doubs in der Region Bourgogne-Franche-Comté.

## Geographie
Fournet-Blancheroche liegt auf 958 m, zehn Kilometer südlich von Maîche und etwa sieben Kilometer nördlich der Schweizer Stadt La Chaux-de-Fonds (Luftlinie). Das Dorf erstreckt sich im Jura, an einem leicht nach Südosten geneigten Hang auf einem Höhenrücken am südlichen Rand des Hochplateaus von Maîche hoch über dem Tal des Doubs, nahe der Grenze zur Schweiz. Das Gemeindegebiet gehört zum Regionalen Naturpark Doubs-Horloger.
Die Fläche des 13,08 km² großen Gemeindegebiets umfasst einen Abschnitt des französischen Juras. Der Hauptteil des Gebietes wird von den breiten Höhenrücken eingenommen, welche das Doubstal auf seiner Nordseite begleiten. Mit 1031 m wird in der Nähe des Grand Mont die höchste Erhebung von Fournet-Blancheroche erreicht. Die Höhen sind vorwiegend von Wies- und Weideland bestanden, zeigen aber auch einige größere Waldflächen. Nach Norden reicht das Gemeindeareal auf das Hochplateau von Maîche, das durchschnittlich auf 880 m liegt. Das Plateau besitzt keine oberirdischen Fließgewässer, weil das Niederschlagswasser im verkarsteten Untergrund versickert. 
Gegen Süden fällt das Gelände steil zum canyonartig in die Jurahochflächen eingeschnittenen Tal des Doubs ab. Östlich von Fournet-Blancheroche bildet der Fluss eine große Schleife. Er wird hier durch das Stauwehr von Refrain zu einem See aufgestaut. Die überwiegend bewaldeten Talhänge werden von verschiedenen markanten Kalkfelswänden durchzogen. Im Süden und Osten verläuft die Grenze stets entlang dem Doubs.
Fournet-Blancheroche besteht aus verschiedenen Ortsteilen, Weilern und Einzelhöfen, nämlich:
- Fournet (958 m) auf dem nordöstlichen Ausläufer des Grand Mont
- Blancheroche (921 m) auf der Hochfläche über der Flussschleife des Doubs
- Le Mont de Pré (985 m) auf dem nordöstlichen Ausläufer des Grand Mont
- Le Refrain (816 m) am nördlichen Talhang des Doubs

Nachbargemeinden von Fournet-Blancheroche sind Bonnétage im Westen, Frambouhans, Les Écorces und Charquemont im Norden sowie die schweizerischen Gemeinden Les Bois im Osten und La Chaux-de-Fonds im Süden.

## Geschichte
Die Ortschaften Fournet und Blancheroche wurden nach der Französischen Revolution mit Charquemont vereinigt. Seit 1874 bildet Fournet-Blancheroche jedoch wieder eine eigenständige Gemeinde.

## Sehenswürdigkeiten

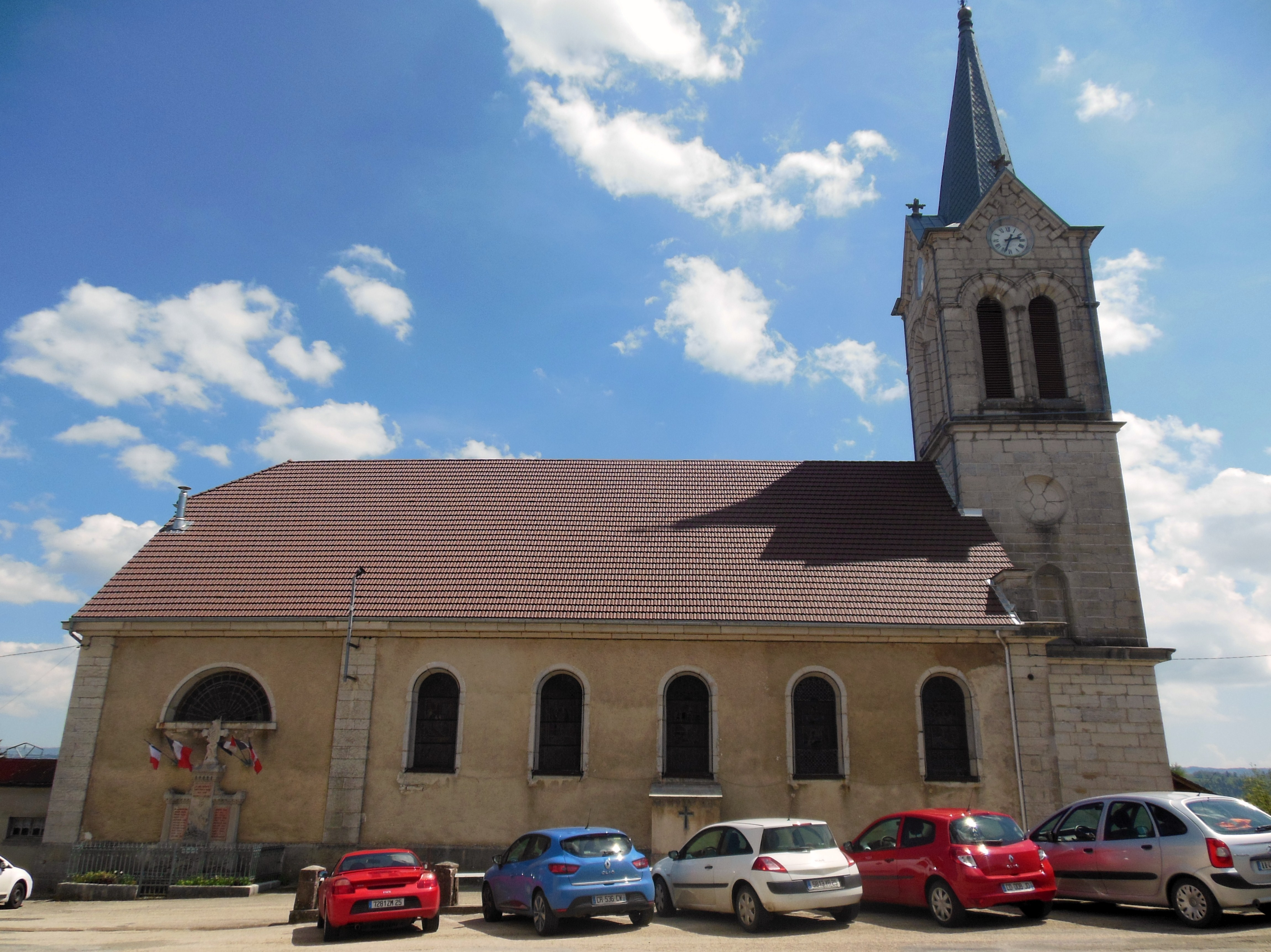
Kirche Notre-Dame-des-Victoires

Die Dorfkirche Notre-Dame-des-Victoires in Fournet wurde 1720 erbaut und im Jahr 1807 vergrößert. Von der Belvédère de La Cendrée bietet sich eine Aussicht auf das tief eingeschnittene Doubstal.

## Bevölkerung
| Jahr                       | 1962 | 1968 | 1975 | 1982 | 1990 | 1999 | 2018 |
| Einwohner                  | 290  | 232  | 223  | 215  | 224  | 256  | 348  |
| Quellen: Cassini und INSEE |      |      |      |      |      |      |      |

Mit 351 Einwohnern (Stand 1. Januar 2022) gehört Fournet-Blancheroche zu den kleinen Gemeinden des Départements Doubs. Nachdem die Einwohnerzahl in der ersten Hälfte des 20. Jahrhunderts markant abgenommen hatte (1891 wurden noch 669 Personen gezählt), wurden seit Beginn der 1970er-Jahre nur noch geringe Schwankungen verzeichnet.

## Wirtschaft und Infrastruktur
Fournet-Blancheroche war bis weit ins 20. Jahrhundert hinein ein vorwiegend durch die Landwirtschaft (Viehzucht und Milchwirtschaft) und die Forstwirtschaft geprägtes Dorf. Daneben gibt es heute einige Betriebe des lokalen Kleingewerbes. Viele Erwerbstätige sind auch Wegpendler, die in den umliegenden größeren Ortschaften ihrer Arbeit nachgehen oder als Grenzgänger in die Schweiz pendeln.
Die Ortschaft liegt abseits der größeren Durchgangsstraßen an einer Departementsstraße, die von Maîche via Biaufond nach La Chaux-de-Fonds führt. Weitere Straßenverbindungen bestehen mit Le Russey und Grand'Combe-des-Bois.